# Сан-Вито-ди-Легуццано
Сан-Ви́то-ди-Легуцца́но (итал. San Vito di Leguzzano, вен. San Vito de Łeguzan) — коммуна в Италии, располагается в провинции Виченца области Венеция.
Население составляет 3390 человек, плотность населения составляет 565 чел./км². Занимает площадь 6 км². Почтовый индекс — 36030. Телефонный код — 0445.
Покровителями коммуны пчитаются святой Вит, празднование 8 сентября, а также святые Модест и Крискентия.